# Slapnica (Szamobor)
 Slapnica  falu Horvátországban Zágráb megyében. Közigazgatásilag Szamoborhoz tartozik.

## Fekvése
Zágrábtól 29 km-re nyugatra, községközpontjától 8 km-re délnyugatra a Zsumberk-Szamobori-hegység területén egy völgyben fekszik.

## Története
A falunak 1857-ben 6, 1910-ben 78 lakosa volt. Trianon előtt Zágráb vármegye Szamobori járásához tartozott. A falunak  2011-ben 16 lakosa volt.

## Lakosság
| Lakosság változása | Lakosság változása | Lakosság változása | Lakosság változása | Lakosság változása | Lakosság változása | Lakosság változása | Lakosság változása | Lakosság változása | Lakosság változása | Lakosság változása | Lakosság változása | Lakosság változása | Lakosság változása | Lakosság változása | Lakosság változása |
| ------------------ | ------------------ | ------------------ | ------------------ | ------------------ | ------------------ | ------------------ | ------------------ | ------------------ | ------------------ | ------------------ | ------------------ | ------------------ | ------------------ | ------------------ | ------------------ |
| 1857               | 1869               | 1880               | 1890               | 1900               | 1910               | 1921               | 1931               | 1948               | 1953               | 1961               | 1971               | 1981               | 1991               | 2001               | 2011               |
| 6                  | 56                 | 64                 | 75                 | 75                 | 78                 | 74                 | 73                 | 65                 | 68                 | 66                 | 65                 | 48                 | 34                 | 23                 | 16                 |

## Nevezetességei
A Slapnica-patak völgye a hegység egyik leglátványosabb természeti képződménye. A patak maga is a mintegy 10 km hosszú völgyben kialakított  vízeséseiről kapta a nevét, melyek közül a leglátványosabb a Vranjac-vízesés (Vranjački slap). A völgy végének közelében áll a völgy egyetlen lakott háza a Dragan-malom. A patak forrásánál valóságos karszt-világ terül el. A Slapnica és a Kupčina összefolyásátől délre áll az 1868-ban épített Medven-kastély. A völgyet természeti szépségei miatt 1964-ben természetvédelmi területté nyilvánították.

## Külső hivatkozások
- Szamobor hivatalos oldala
- Szamobor város turisztikai egyesületének honlapja
- A természetvédelmi park honlapja